# Torchwood
Torchwood es una serie de televisión de ciencia ficción británica emitida originalmente en el Reino Unido en el canal BBC Three, pero que debido a su gran audiencia pasó a BBC Two en su segunda temporada y a BBC One desde la tercera. En América Latina se distribuye a través de BBC Entertainment, en México por Canal 22 y en España por las cadenas Cuatro, Animax, Neox y AXN. Se trata de un spin-off del clásico de ciencia ficción Doctor Who.
El Instituto Torchwood es una agencia externa del gobierno británico creada en 1879 por la Reina Victoria (Dientes y garras, episodio de Doctor Who) y que se encarga de buscar cualquier fenómeno sobrenatural que ocurra en el Reino Unido, estudiarlo y neutralizar cualquier posible amenaza que pueda surgir del mismo. Como en la ciudad de Cardiff (Reino Unido) hay una grieta dimensional que se extiende cada día más, una de las bases de Torchwood se encuentra allí. Dicha base, denominada Torchwood Tres, está situada (en la serie) bajo la Plaza Roald Dahl, en la bahía de Cardiff, donde también se encuentra el Millenium Center, un edificio peculiar fácilmente reconocible en las tomas aéreas de la ciudad que aparecen con profusión en la serie. Torchwood Tres consta de cinco miembros, liderados por el enigmático Capitán Jack Harkness.
La palabra "Torchwood" es un anagrama de "Doctor Who". Cuando se rodaba la nueva versión de Doctor Who de 2005, las cintas de cada capítulo se enviaban a Londres (Reino Unido) desde Cardiff tituladas como Torchwood, para evitar que nadie las robase o copiase por el camino y las pusiese en Internet.

## Idea y producción

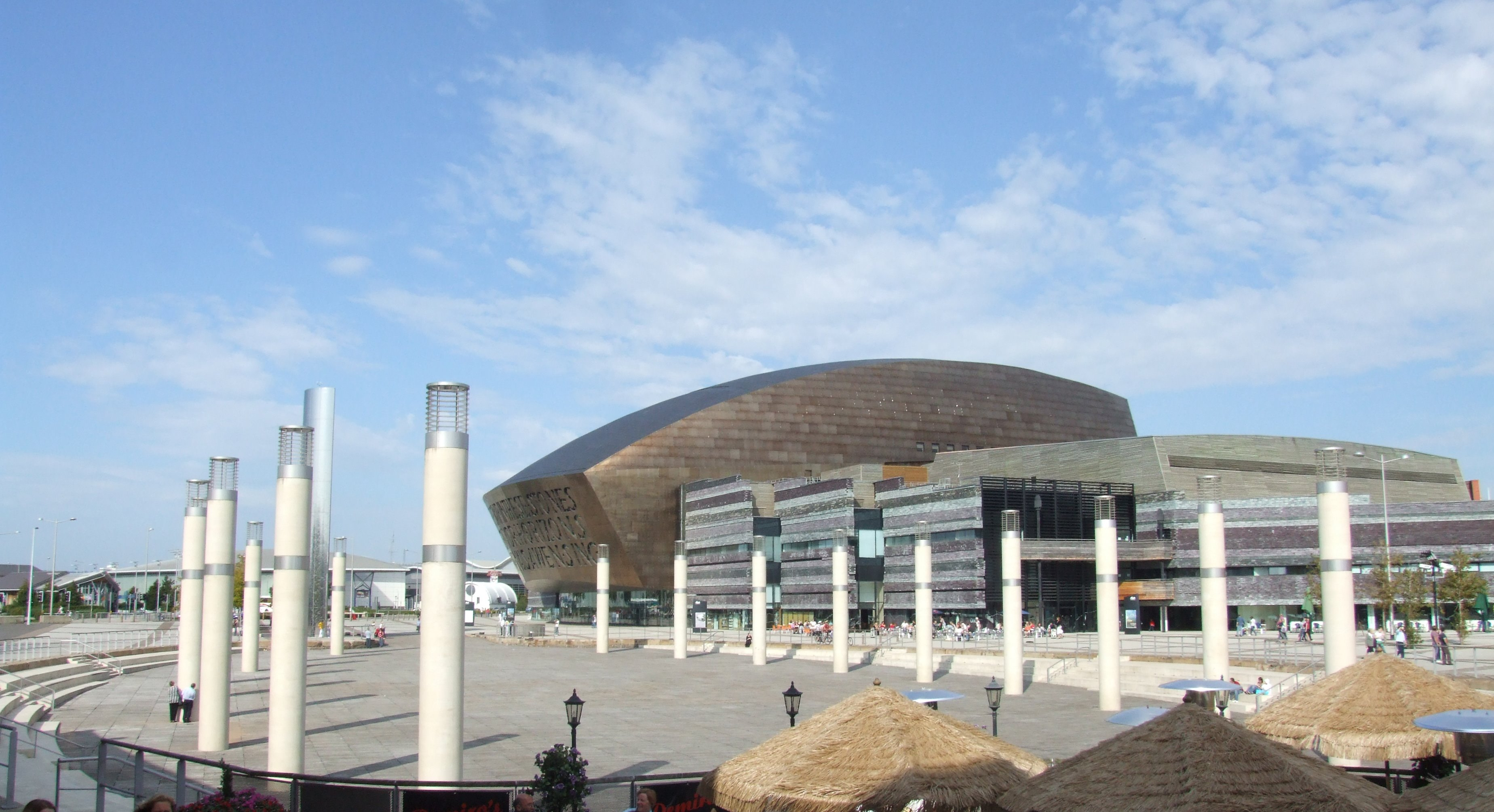
Roald Dahl Plass, con el Millenium Center al fondo, base de Torchwood en Cardiff.

En 2002, antes de la reactivación de Doctor Who, Russell T Davies comenzó a desarrollar una idea para una nueva serie de ciencia ficción/drama al estilo estadounidense como Buffy la cazavampiros y Angel. Esta idea es nombrada en un principio como Excalibur y fue abandonada hasta 2005, cuando la BBC Three invitó a Davies a crear una serie de ciencia ficción. Durante la producción en 2005 de la primera temporada de Doctor Who, la palabra "Torchwood" (anagrama de "Doctor Who"), se usó como nombre secreto para evitar que interceptaran las cintas. Davies asignó dicha palabra con su idea anterior de Excalibur y decidió que la serie sería un spin-off de Doctor Who. Posteriormente, la palabra "Torchwood" fue incorporada en la serie de Doctor Who y por los medios de comunicación durante 2005 y 2006.
La primera referencia a "Torchwood" en Doctor Who se mostró en el episodio Lobo malo, penúltimo episodio de la temporada de 2005, como la respuesta a una de las preguntas del concurso en el que participa Rose Tyler. A partir de ahí, y durante toda la temporada de 2006, serán continuas las referencias de pasada a Torchwood, pero las más explícitas serán en el segundo episodio, Dientes y garras, que muestra la creación del Instituto Torchwood en 1879 por la Reina Victoria, horrorizada por los eventos de los que ha sido testigo con el Doctor, y poniendo a este como el principal enemigo, así como toda amenaza alienígena o sobrenatural contra el Imperio Británico; y en el cierre de la temporada, en los episodios El ejército de fantasmas y El día del Juicio Final, donde se ve por primera vez el Torchwood contemporáneo en su versión de Londres, y su destrucción.
La serie se lleva a cabo en Cardiff (Gales) donde hay una sucursal de Torchwood, llamada Torchwood 3. Torchwood 1 es la oficina central, destruida en Londres, y hay al menos otras dos oficinas, la 2 en Glasgow y la 4 en paradero desconocido. El capitán de esta sucursal, independiente de las demás tras la destrucción de Torchwood 1 es el Capitán Jack Harkness, que ya había sido presentado en Doctor Who como acompañante del Doctor a partir del episodio El niño vacío, y que había sido abandonado por el Doctor al final de la temporada 2005 de Doctor Who. La organización no tiene nada que ver con el gobierno, la policía o las Naciones Unidas. Los acontecimientos de la primera temporada tienen lugar poco tiempo después del final de la temporada de 2006 de Doctor Who, en la que la sede de Torchwood de Londres fue destruida, y justo antes del episodio Utopía, de la temporada de 2007. Ese episodio y los dos siguientes, El sonido de los tambores y El último de los Señores del Tiempo, comienzan inmediatamente en el mismo punto en que termina la primera temporada de Torchwood, sirviendo esos tres episodios como conclusión conjunta de ambas temporadas, la de Doctor Who y la de Torchwood. La segunda temporada de Torchwood comienza inmediatamente después de la conclusión del último de esos tres episodios.
Otros escritores de la serie, aparte de Davies, son Chris Chibnall, John Fay, Catherine Tregenna, Hellen Raynor, Peter J. Hammond... 
En un anuncio el 17 de octubre de 2005, Stuart Murphy describió a Torchwood como "siniestra y psicológica... además de ser muy británica, moderna y real". Davies además la describió como "una serie británica de ciencia ficción paranoica, un programa con sentido del humor (...) Oscura, salvaje y sexy". Davies más tarde negó haber hecho esa comparación, describiéndola en su lugar como "callejones, lluvia, la ciudad". Como Torchwood es un programa emitido tras las nueve de la noche tiene más contenido adulto que Doctor Who. Davies dijo: "Podemos ser más violentos y más sexuales, si queremos. Es muy adolescente eso de ver sangre y cosas gore, pero Torchwood va a ser más que eso. Pero es la diferencia esencial entre la BBC One a las siete, y la BBC Three, a las nueve. Cada espectador puede notar la diferencia". Según Barrowman:

No he hecho ninguna escena de desnudo en la primera temporada; ¡lo reservan para la temporada siguiente! No tengo problemas en quitarme la ropa. Mientras me paguen como es debido, estoy listo para sacarme la polla y las pelotas.

Davies también bromeó en la BBC Radio Wales diciendo que Torchwood es el "Doctor Who para adultos". Las primeras escenas de la serie, como capítulos de "El Primer Día" o "Perdidos en el Tiempo", muestran a parejas del mismo sexo besándose, o incluso utilizando un lenguaje soez.

## Reparto

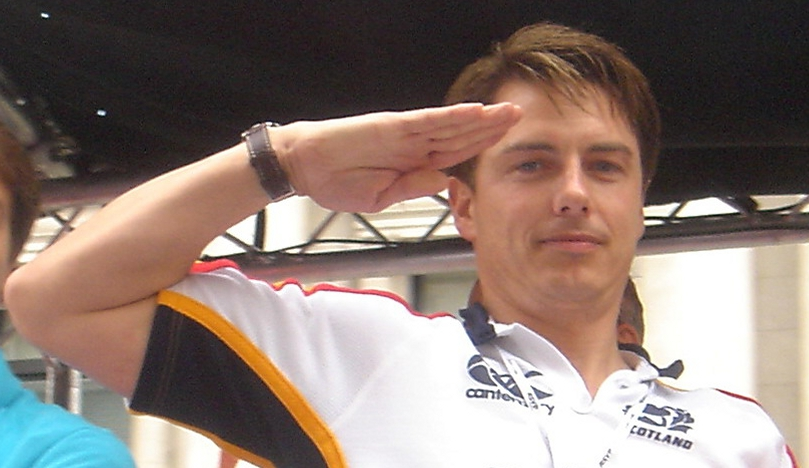
John Barrowman intérprete del Capitán Jack Harkness.

Torchwood, a diferencia de su serie de origen, se centra en un grupo reducido que siempre es el mismo. Los sucesos están ambientados en Torchwood Tres, localizado en Cardiff, ya que en esa ciudad hay una grieta espacio-temporal que la atraviesa. El grupo está compuesto por el Capitán Jack Harkness (John Barrowman), Gwen Cooper (Eve Myles), el doctor Owen Harper (Burn Gorman), la experta en ordenadores, Toshiko Sato (Naoko Mori) y el ayudante Ianto Jones (Gareth David-Lloyd). Además aparece el novio de Gwen, Rhys Williams, que no está al tanto del nuevo trabajo de su prometida.
Antes del estreno del programa, en la publicidad aparecía siempre Suzie Costello como integrante del equipo, pero su vida acabó inesperadamente en el primer episodio. Más tarde volvió a hacer acto de presencia como una enemiga. Otros personajes que han aparecido son el de Lisa Hallet (Caroline Chikezie) y Diane Holmes (Louise Delamere). Al final de la primera temporada, Bilis Manger aparece como villano. La madre de Toshiko es interpretada por Noriko Aida.
Martha Jones (Freema Agyeman), pasa por tres episodios de Torchwood antes de volver a aparecer en la cuarta temporada de Doctor Who. 

### Integrantes del equipo
| Actor              | Personaje             | Descripción |
| ------------------ | --------------------- | --- |
| John Barrowman     | Capitán Jack Harkness | Líder del equipo. Originariamente era un viajero del tiempo del Siglo 51, pero el destino le lleva a trabajar para el Instituto Torchwood. Envuelto por el misterio, sus compañeros apenas le conocen. Si bien, trabaja en Torchwood movido por sus propios intereses, su dedicación y su determinación de proteger a la humanidad son incuestionables. En los primeros episodios sólo Gwen conoce su increíble secreto: es inmortal. Como resultado de su inmortalidad, Jack ha vivido una larga vida, en la que ha visto la pérdida de su hermano Gray, y la muerte de su nieto Stephen. |
| Eve Myles          | Gwen Cooper           | Enlace policial. Gwen entró a formar parte de Torchwood tras la baja de uno de sus miembros, Suzie Costello, y pronto se debate entre la devoción absorbente de su trabajo o el amor hacía su novio, Rhys. En los primeros episodios el espectador se adentra en el mundo de Torchwood a través de los ojos de Gwen. Es una de los dos agentes que sobrevivieron después de la destrucción de Torchwood Tres, y tras el nacimiento de su hija, Anwen, se esconde junto a su esposo. |
| Burn Gorman        | Owen Harper           | Doctor en medicina y segundo al mando. Pasó a ser parte de Torchwood tras perder a su novia que fue poseída por un parásito alienígena, y gracias a su inteligencia y determinación, Jack lo reclutó al equipo. Owen tiene una cierta facilidad con las mujeres, lo que le lleva a vivir más de una aventura, incluso con algún miembro del equipo. Inmaduro y arrogante, su actitud le conducirá a más de un roce con sus compañeros. |
| Naoko Mori         | Toshiko Sato          | Especialista en ordenadores. Muy inteligente y despierta, Toshiko es una genio de la informática, aunque en ocasiones se siente infravalorada por sus compañeros. Fue reclutada por Torchwood después de haber sido atrapada por UNIT, robando los planos de un Destornillador sónico, en un intento de liberar a su madre. Eficiente y absorbida por su trabajo, es muy reservada en cuanto a su vida personal. |
| Gareth David-Lloyd | Ianto Jones           | Encargado de soporte. Ianto consigue todo lo que sus compañeros necesitan, ata los cabos sueltos, se encarga de la oficina de turismo que sirve de tapadera para la base de Torchwood y ha elevado el preparar café a un arte, aunque su trabajo más tarde también consiste en acompañar al equipo durante las misiones. Uno de los pocos supervivientes de Torchwood Dos tras su destrucción, Ianto esconde más de un secreto y además se convierte en la pareja de Jack. |
| Mekhi Phifer       | Rex Matheson          | Agente de la CIA que se une al equipo Torchwood para investigar el llamado "Miracle Day". Tras sobrevivir a su propia muerte, comienza a buscar respuestas con una única palabra como pista: Torchwood. Rex dará con Gwen en Gales y se unirá a Jack en la búsqueda de las respuestas. |
| Alexa Havins       | Esther Drummond       | Analista de la CIA enamorada en secreto de Rex. Tras sentirse culpable del accidente de su compañero, Esther busca respuestas al mensaje con la palabra Torchwood. Tras un encuentro accidentado con Jack, Esther olvida todo a causa del Retcom, pero volverá a la búsqueda de respuestas cuando Rex intente encontrar a los supervivientes del equipo. |

## Trama por temporadas

### Primera temporada
Al principio se anunció que Russell T Davies escribiría gran cantidad de episodios, pero debido a su ocupación con Doctor Who sólo escribió el primero de la primera temporada, participando posteriormente en la tercera y en la cuarta.
La primera temporada de Torchwood fue filmada entre mayo de 2006 y noviembre del mismo año. Consta de trece episodios y fue estrenada el 22 de octubre de 2006 en la BBC Three. En ella se presentan a los principales personajes de la serie.

### Segunda temporada
La segunda temporada fue filmada desde abril hasta noviembre de 2007. Estrenada el 16 de enero de 2008 en BBC Two, consta también de trece episodios. Con referencias al pasado de los personajes y a cómo se convirtieron en miembros del equipo, la temporada termina con la muerte de dos de ellos.

### Torchwood: Los niños de la Tierra(Children of Earth)
La tercera temporada comenzó a grabarse el 18 de agosto de 2008, y tuvo el formato de un serial de cinco episodios emitidos en BBC One en cinco noches consecutivas de una misma semana en julio de 2009. Russell T Davies y Julie Gardner siguieron como productores ejecutivos, añadiéndose Peter Bennet como nuevo productor. Euros Lyn dirigió el serial completo, mientras que Russell T Davies escribió el primer y el último episodio y supervisó la historia general de la temporada.
Esta temporada supuso el despegue de la serie en el Reino unido, puesto que el nuevo formato triplicó la audiencia de las dos primeras temporadas.
Comenzó a emitirse en España el 17 de octubre de 2011 en el canal Animax.

### Torchwood: El día del milagro(Miracle Day)
La cuarta temporada de la serie se estrenó en julio de 2011 (con una semana de diferencia entre Estados Unidos y Reino Unido) y consta de diez episodios que conforman una única historia (al igual que "Los niños de la Tierra"). En ella, junto a los dos únicos supervivientes del equipo original se introducen nuevos personajes que darán forma a un nuevo Torchwood.
Coproducida por la BBC y Starz Entertainment, se anunció inicialmente como "Torchwood: el nuevo mundo", pero en enero de 2011 se cambió por el definitivo "Torchwood: el día del milagro".
En España se estrenó el 18 de enero de 2012 en el canal Neox.

## Escenografía
Torchwood ha sido filmada y desarrollada en la ciudad de Cardiff. Los productores de Torchwood ambientan la zona como un centro urbano y moderno, contrastando con el estereotipo antiguo de Gales. La grabación también ha tenido lugar en zonas fuera de la ciudad, como Merthyr Tydfil.
El cuartel general del equipo, llamado The Hub, está debajo del Roald Dahl Plass en la Bahía de Cardiff, conocido también como el Oval Basin. The Hub tiene tres pisos de altura, con una gran columna de agua en el medio de las instalaciones, en cuya base se encuentra la máquina de la fisura espacio-temporal.
La tercera temporada comienza en el entorno habitual, pero en el primer episodio The Hub es reducido a escombros, trasladándose el escenario a Londres y filmando muchas escenas en Thames House, el cuartel general de la agencia británica de inteligencia.
La cuarta temporada se ha grabado en Estados Unidos, Gales y otros escenarios.

## Tramas argumentales

### Temática LGBT
Torchwood juega con muchos temas LGBT, sobre todo con la bisexualidad. Prácticamente todos los personajes han tenido algún encuentro con alguien del mismo sexo en la primera temporada, por lo que el diario británico The Sun ha descrito a todos los personajes de Torchwood como bisexuales, nunca siendo discutida esa flexibilidad sexual por el resto. El creador de la serie, Russell T Davies, llama al Capitán Jack Harkness pansexual, ya que mantiene relaciones con hombres, mujeres, alienígenas, etc.